# Phân họ Xay
Phân họ Xay hay phân họ Thiết tử, phân họ Cơm nguội (danh pháp khoa học: Myrsinoideae) là một phân họ khá lớn trong họ Anh thảo (Primulaceae) nghĩa rộng của bộ Thạch nam (Ericales). Phân họ này có khoảng 41 chi và khoảng 1.435 loài. Trong các tài liệu về thực vật học bằng tiếng Việt gọi họ này là họ Đơn nem nhưng chi chứa các loài đơn nem là Maesa kể từ năm 2000 đã tách ra thành họ riêng sau nghiên cứu của Källersjö M. và ctv. nên tên gọi này không thể coi là hợp lý được nữa và nó nên dành cho họ mới tạo ra là Maesaceae (hiện tại họ này cũng bị APG III giáng cấp xuống thành phân họ Đơn nem (Maesoideae de Candolle) thuộc họ Anh thảo nghĩa rộng). Hệ thống APG II năm 2003 lại coi phân họ này như là một họ có danh pháp Myrsinaceae.
Đây là phân họ có phạm vi phân bổ khá rộng trong khu vực ôn đới cũng như nhiệt đới, kéo dài ở phía bắc từ châu Âu, Siberia, Nhật Bản, México và Florida cũng như ở phía nam tới New Zealand, Nam Mỹ và miền nam châu Phi.
Các loài trong phân họ này là những cây thân gỗ hay cây bụi ưa độ ẩm vừa phải; chỉ một ít loài là loại dây leo hay cận thân thảo. Các lá bóng như da, thường xanh là các lá đơn và mọc so le, với mép lá nhẵn và không có lá kèm. Các lá của chúng thường có các điểm chứa các tuyến hay các hốc nhựa.
Các loài trong phân họ này chủ yếu là đơn tính cùng gốc, nhưng có một số ít loài là đơn tính khác gốc. Các hoa nhỏ mọc thành cụm ở đầu cành dạng cành hoa, hoặc là ở nách lá. Hoa thường là bội số của 4 hay 5, nghĩa là chúng có 4 hay 5 lá đài và cánh hoa. Bao hoa có đài hoa và tràng hoa tách biệt. Đài hoa là dạng thông thường và nhiều lá đài. Các cánh hoa mỏng của tràng hoa thuộc dạng hợp nhất (nhiều hay ít), chồng chập gần. Chúng có 4 hay 5 nhị hoa, thường là đẳng số của bao hoa. Lá noãn có một vòi nhụy và một núm nhụy, với bầu nhụy một ô, là loại bầu thượng hoặc bầu bán hạ.
Quả chứa một hạt thuộc loại không nứt nẻ là loại quả hạch hoặc quả mọng mỏng cùi thịt.
Các loài ở Bắc Mỹ là Marlberry (Ardisia escalloniodes) và Florida Rapanea (Rapanea punctata).
Các loài trong phân họ Xay ít có công dụng có giá trị kinh tế. Một số ít chi, chẳng hạn Ardisia, Cyclamen, Lysimachia, Myrsine và Suttonia được trồng làm các loại cây cảnh, đặc biệt là Ardisia crispa và Myrsine africana. Một loài Ardisia japonica (tiếng Trung: 紫金牛 - tử kim ngưu) là một trong số 50 loại cây thuốc cơ bản của y học cổ truyền Trung Hoa.

## Các chi
- Abromeitia
- Aegiceras: Sú, trú, cát, mắm, mui, lạp chúc
- Amblyanthopsis
- Amblyanthus
- Anagallis[2]
- Antistrophe
- Ardisia: Trọng đũa, cơm nguội, lá khôi, lưỡi cọp, tử kim ngưu
- Ardisiandra[2]
- Asterolinon[2] (có thể đưa vào chi Anagallis[3])
- Badula
- Conandrium
- Coris[2]
- Ctenardisia
- Cybianthus
- Cyclamen[2]
- Discocalyx
- Elingamita
- Embelia: Phỉ tử, toan đằng tử
- Emblemantha
- Fittingia
- Geissanthus
- Gentlea
- Glaux[2] (có thể đưa vào chi Lysimachia[3])
- Graphardisia
- Grenacheria
- Heberdenia
- Hymenandra
- Labisia
- Loheria
- Lysimachia[2], có thể phải tách ra do cận ngành[3].
- Monoporus
- Myrsine: Thiết tử, thiết tồn, xay
- Oncostemum
- Parathesis
- Pelletiera[2] (có thể đưa vào chi Anagallis[3])
- Pleiomeris
- Rapanea: Xay, mật hoa
- Sadiria
- Solonia
- Stimpsonia
- Stylogyne
- Tapeinosperma
- Tetrardisia
- Trientalis[2] (có thể đưa vào chi Anagallis[3])
- Valerioanthus
- Vegaea
- Wallenia
- Yunckeria

## Chi tách khỏi phân họ
- Maesa: đã được nâng cấp lên thành họ là họ Maesaceae (theo Anderberg và ctv. (2000)[4]. Chi này chứa các loài đơn nem (đỗ hành sơn) nhưng tại thời điểm năm 2010 chỉ là phân họ Maesoideae. Đây là lý do tại sao tên gọi họ Đơn nem không thể coi là phù hợp được nữa.

## Tại Việt Nam
Tại Việt Nam có khoảng 140 loài thuộc phân họ này, trong các chi Aegiceras, Ardisia, Embelia, Maesa, Myrsine, Rapanea.